# 만기일시지급
만기일시지급이란 원금과 이자를 지정된 날에 한꺼번에 지급하는 방식을 가리킨다.

## 예시
원금 219만원 이자율 4.4% 1년 뒤 만기일시지급: 이자는 96,360원이 되므로 원금과 이자 합이 228만 6360원이 된다.

## 등식
원금*이율*기간/365 

## 이런 방식이 적용되는 예
지방채, 제로 쿠폰, 정기예금, 국채 등